# 花木団地 (郡山市)

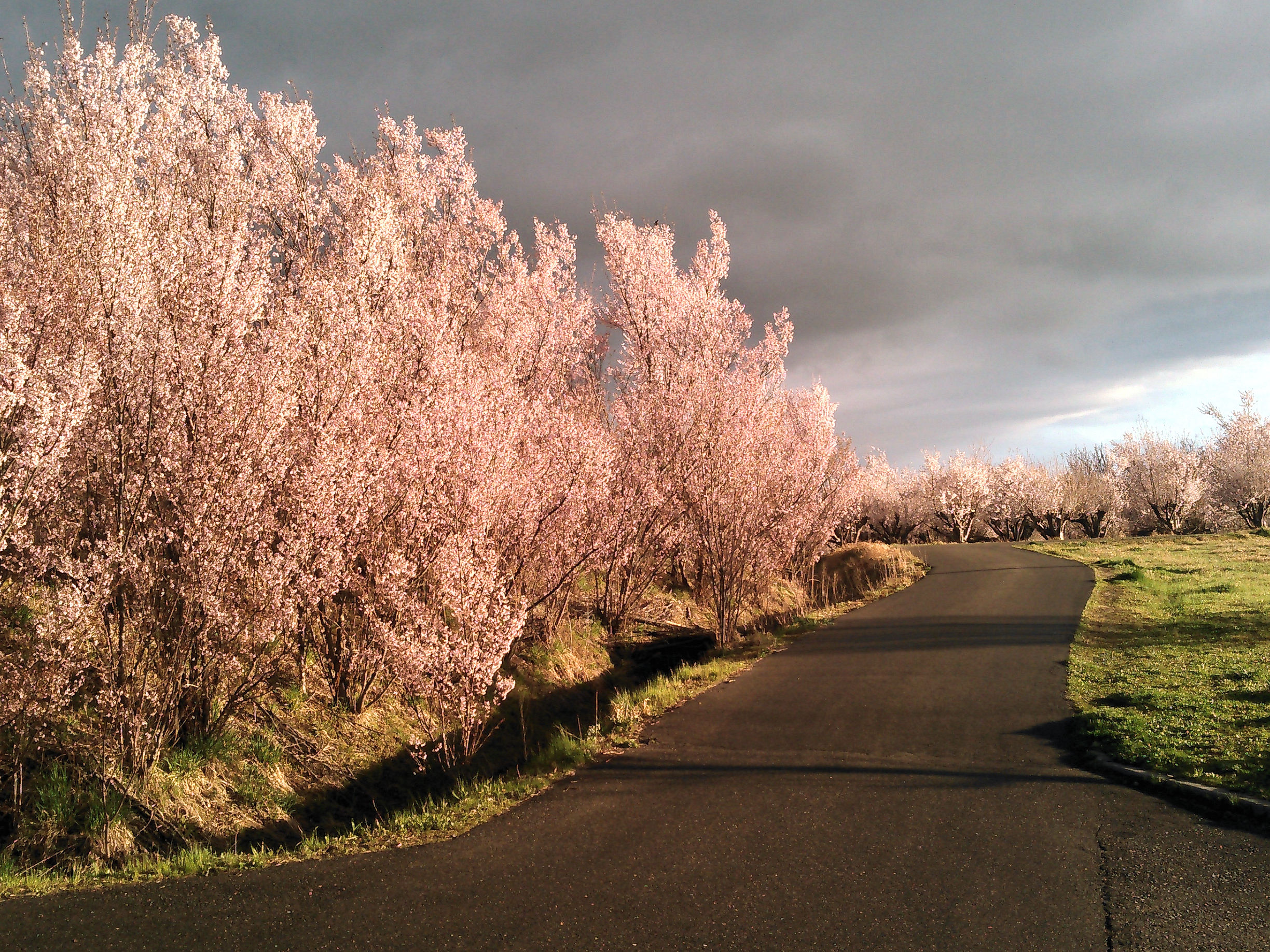
花木団地の桜

花木団地（かぼくだんち）は、福島県郡山市中田町から緑ケ丘東にかけて整備された農地である。郡山市観光協会などでは桜などの花の名所としても紹介されている。

## 概要
1970年（昭和45年）に福島県の「花木集団産地育成事業」によって整備された。
約25ヘクタールの敷地では、トウカイザクラ、ヒガンザクラ、ソメイヨシノなど、約5,000本の桜の他、モクレン、レンギョウ、ウメ、モモ、ボケ、ナンテン、サンゴミズキ等、合計で約25,000本もの花の木が植えられている。
観光地として整備されたものではないため駐車場はないが、郡山東部ニュータウンに隣接しており、ニュータウン内の公園等には駐車可能なスペースがある。

## 所在地
- 福島県郡山市緑ヶ丘東

## アクセス
- 郡山駅5番バス乗り場より郡山市美術館経由東部ニュータウン行
- 郡山駅3番バス乗り場より方八町経由東部ニュータウン行
いずれも緑ヶ丘団地にて下車徒歩5分（または緑ヶ丘2丁目にて下車徒歩10分）